# Военен съд
Военният съд е съд, действащ за въоръжени сили и военизирани организации.
Неговата функция е да съди служители във въоръжени служби (военнослужещи и др.под.) и граждани, които са подчинени на такива служби, само за престъпления.
В много страни съществуват военни съдилища, включително в България.
Пример за страна, в която те не съществуват, е Германия, след като в миналото военните съдилища са служили на Нацистката партия, за да я оправдават да извършва военни престъпления и престъпления срещу човечеството.